# Кетеван Орбелиани
Кетеван Орбелиани (груз. ქეთევან ორბელიანი; ум. 1750) — грузинская княгиня из рода Орбелиани. Она была помолвлена с князем Ираклием из царского дома Кахетии и будущим царём Грузии в 1738 году, но этот союз был отвергнут самим Ираклием. Согласно традиционной генеалогии она считалась первой женой Ираклия до их развода в 1744 году и матерью двух его детей. Более поздняя версия, ныне широко распространённая среди историков Грузии, гласит, что Ираклий на самом деле не женился на принцессе Орбелиани, а разорвал помолвку и взял Кетеван, дочь князя Заала Мхеидзе, в качестве своей первой законной жены в 1740 году.

## Помолвка
Кетеван родилась в одной из самых влиятельных знатных семей Картли. Её отец, Вахтанг Орбелиани-Капланишвили (родился в 1705 году), был дипломатом и писателем. Он рассказал о своём опыте жизни в Российской империи (1735—1738) в своём описании Петергофа, а также сочинил несколько стихотворений. В 1738 году Кетеван обручилась с Ираклием, кахетинским царевичем, который тогда сопровождал своего сюзерена Надир-шаха, основателя династии Афшаридов, в его афганской кампании. Помолвка была устроена стараниями матери Ираклия, Тамары, с помощью тётки Кетеван по отцовской линии Бангуа, которая была замужем за влиятельным грузинским дворянином Гиви Амилахвари.

## Разрыв помолвки
Однако, вернувшись в Кахети в сентябре 1739 года, Ираклий разорвал помолвку, и Кетеван удалилась в монастырь. Она умерла совсем молодой, в 1750 году, в селении Патардзеули. Эпитафия на её могиле в кафедральном соборе Алаверди говорит о ней как о супруге Ираклия. Таким образом, Кетеван считалась первой женой Ираклия до их развода в 1744 году и матерью двух его детей: княгини Русудан (умершей в младенчестве) и князя Вахтанга. Эта версия, основанная на работе Мари-Фелисите Броссе, которой придерживался, в частности, Кирилл Туманов, была пересмотрена грузинскими историками во второй половине XX века. Согласно новой версии, основанной на рассказе внука Ираклия Александра Орбелиани, помолвка между Ираклием и Кетеван была расторгнута ещё до того, как брак был заключен, и первой женой Ираклия и матерью двух его старших детей была другая женщина, также носившая имя Кетеван (умерла в 1744 году), дочь Заала Мхеидзе, из имеретинского княжеского рода Мхеидзе.